# Dimebag Darrell
Dimebag Darrel (narozený jako Darrell Lance Abbott, 20. srpna 1966 Arlington – 8. prosince 2004 Columbus) byl kytarista kapel Pantera, Damageplan a Rebel Meets Rebel.

## Životopis
Dimebag v mládí vyhrával mnoho talentových soutěží, až se jej rozhodli dokonce diskvalifikovat. Poté založil s bratrem Vinniem Panteru. Dimebagovou oporou až do jeho úmrtí byla jeho přítelkyně Rita Haney. Darrell jako svou inspiraci uvádí Randyho Rhoadse, Eddieho van Halena, Ace Frehleyho a Tonyho Iommiho, z novějších pak Zakka Wylda, který byl jeho velmi dobrým přítelem.

### Pantera
Počátky Pantery sahají do roku 1981, kdy Dimebag, jeho bratr Vinnie Paul, basista Tommy Bradford, kytarista a zpěvák Donnie Hart založili kapelu. Zpočátku hráli covery od kapel Kiss a Van Halen, ale také své vlastní skladby ve stylu glam rock. V roce 1982 se od kapely odpojil Hart a Glaze se chopil mikrofonu. Na postu basisty vystřídal Bradforda Rex Brown. Debutové album Metal Magic vyšlo v roce 1983.
První významná změna přišla v roce 1988, kdy do kapely přišel zpěvák Phil Anselmo. S ním nahráli album Power Metal, které uzavřelo glam metalovou éru pantery. Dalším albem bylo Cowboys from Hell (1990), které určilo směr dalšího vývoje kapely ke groove metalu. Kapela se rozpadla v roce 2003 kvůli Philovým problémům s heroinem, jejich posledním albem bylo Reinventing the Steel (2000).

### Damageplan
Kapelu Damageplan založili Dimebag s Vinniem po rozpadu Pantery. Dalšími členy byli zpěvák Pat Lachman (ex-Halford) a basista Bob Zilla. Jejich první a jediné album New Found Power vyšlo v roce 2004.

### Rebel Meets Rebel
Rebel Meets Rebel je projekt, ve kterém se Dimebag Darrell, Rex Brown a Vinnie Paul spojili s country zpěvákem jménem David Allan Coe. Eponymní album vyšlo po Dimebagově smrti v roce 2006.

### Smrt
Zemřel 8. prosince 2004 rukou „fanouška” jménem Nathan Gale, který tvrdil, že mu členové Pantery kradou skladby, které napsal. Incident se odehrál v klubu Alrosa Villa, ve hlavním městě státu Ohia, Columbusu. Během koncertu Damageplan se Nathan dostal na pódium a střelil Dimebaga několikrát do hlavy. Zastřelil rovněž bodyguarda jménem Jeffrey „Mayhem“ Thompson, který jej chránil. Dalšími, kteří ten večer zemřeli, byli Nathan Bray (fanoušek), Erin Halk (zaměstnanec klubu) a sám Nathan Gale, který zemřel poté, co ho policejní důstojník střelil do hlavy brokovnicí.
Jako pocta mu byla založena výstava Six String Masterpiece, jež obsahuje přes 60 ručně malovaných elektrických kytar, na kterých se podíleli významní světoví muzikanti (Zakk Wylde, Ozzy Osbourne, Dave Grohl, Kelly Clarkson, Slash, James Hetfield, Rob Zombie, Tommy Lee, Joe Satriani, Ace Frehley, Marilyn Manson, Dave Navarro…).